# Окислительное фосфорилирование

Электрон-транспортная цепь митохондрий является местом проведения окислительного фосфорилирования у эукариот. NADH и сукцинат, образовавшиеся в ходе цикла трикарбоновых кислот, окисляются, и их энергия передаётся АТФ-синтазе, которая за её счёт синтезирует АТФ

Окисли́тельное фосфорили́рование — метаболический путь, при котором энергия, образовавшаяся при окислении питательных веществ, запасается в митохондриях клеток в виде АТФ.
Хотя различные формы жизни на Земле используют разные питательные вещества, АТФ является универсальным соединением, в котором запасается энергия, необходимая для других метаболических процессов.
Почти все аэробные организмы осуществляют окислительное фосфорилирование.
Вероятно, широкому распространению этого метаболического пути способствовала его высокая энергетическая эффективность по сравнению с анаэробным брожением.
При окислительном фосфорилировании происходит перенос электронов от соединений-доноров к соединениям-акцепторам в ходе окислительно-восстановительных реакций. В ходе этих реакций выделяется энергия, которая далее запасается в виде АТФ. У эукариот эти окислительно-восстановительные реакции осуществляются несколькими белковыми комплексами, локализованными во внутренней митохондриальной мембране, а у прокариот они располагаются в межмембранном пространстве клетки. Этот набор связанных белков составляет электрон-транспортную цепь (ЭТЦ). У эукариот в состав ЭТЦ входит пять белковых комплексов, в то время как у прокариот её составляют множество различных белков, работающих с различными донорами и акцепторами электронов.
Энергия, выделяющаяся при движении электронов по ЭТЦ, используется для перекачки протонов из митохондриального матрикса через внутреннюю мембрану в межмембранное пространство. При этом увеличивается электрохимический градиент, то есть возрастает разность концентраций протонов и разность электрических потенциалов по обе стороны внутренней мембраны, и тем самым накапливается энергия, которая высвобождается при возвращении протонов в матрикс. Обратно в матрикс протоны проходят через особый белковый комплекс — АТФ-синтазу; сам процесс перемещения протонов по их электрохимическому градиенту получил название хемиосмос. АТФ-синтаза использует выделяющуюся при хемиосмосе энергию для синтеза АТФ из АДФ в реакции фосфорилирования. Эта реакция запускается при вращении части АТФ-синтазы, которое поддерживается благодаря потоку протонов: таким образом, АТФ-синтаза работает как вращающийся молекулярный мотор.
Хотя окислительное фосфорилирование обеспечивает энергией клетки и поддерживает жизнь клеток, в ходе этого процесса также образуются активные формы кислорода, в частности, супероксид и пероксид водорода. Они способствуют образованию в клетках свободных радикалов, которые разрушают белки и причиняют вред клеткам, приводя к болезням и старению. Ферменты окислительного фосфорилирования являются мишенями для многих биологически активных веществ и ядов, которые подавляют их активность.
Окислительное фосфорилирование следует отличать от субстратного фосфорилирования, при котором АТФ синтезируется не за счёт энергии переноса электронов и протонов по цепи переносчиков, а при фосфорилировании АДФ до АТФ при отрыве фосфата от соединений с высоким потенциалом переноса фосфата.

## Общий обзор
Механизм окислительного фосфорилирования основан на использовании реакций, в ходе которых энергия высвобождается (экзергонических), для проведения реакций, которые протекают с затратой энергии (эндергонических). Переход электронов по электрон-транспортной цепи от доноров электронов (например, НАДН) к акцепторам (например, кислороду) является экзергоническим процессом: в ходе него выделяется энергия. Напротив, синтез АТФ — эндергонический процесс, для него необходим приток энергии. Белковые комплексы ЭТЦ и АТФ-синтаза располагаются в мембране, и энергия переносится от ЭТЦ к АТФ-синтазе опосредованно благодаря переносу протонов через мембрану в ходе хемиосмоса. По сути, этот механизм напоминает электрическую цепь, в которой протоны переносятся с отрицательно заряженной стороны мембраны (N-сторона) на положительно заряженную под действием ферментов ЭТЦ, выполняющих роль источника тока и функционирующих как протонные помпы, а АТФ-синтаза выполняет роль полезной нагрузки в цепи. Ферменты ЭТЦ могут быть образно описаны как батарейка, поддерживающая электрический ток в цепи и вращающая моторчик АТФ-синтазы, штампующий молекулы АТФ. Перекачка протонов через мембрану создаёт электрохимический градиент, который часто также называют протонодвижущей силой. Этот градиент слагается из двух составляющих: разницы в концентрации протонов (Н+-градиент, ΔpH) и разности электрических потенциалов, причём N-сторона заряжена отрицательно.
Запасённая при переносе протонов энергия используется для работы АТФ-синтазы. Протоны перемещаются по электрохимическому градиенту обратно на N-сторону мембраны, запуская вращение некоторых частей молекулы фермента. Благодаря вращению молекулярной машины фермента молекулы АДФ и неорганического фосфата подводятся друг к другу в оптимальной конфигурации, преодолевается энергетический барьер химической реакции синтеза АТФ и тем самым осуществляется требующее затрат энергии фосфорилирование АДФ.
Работа ЭТЦ и АТФ-синтазы тесно связаны друг с другом. При блокировании переноса электронов по ЭТЦ образование АТФ приостанавливается («батарейка» разряжается). Верно и обратное: подавление АТФ-синтазы блокирует работу ЭТЦ и переход электронов по её белкам. Это объясняется тем, что АТФ-синтаза, синтезируя АТФ, возвращает в матрикс протоны, накачанные в межмембранное пространство белками ЭТЦ за счёт особого канала в ферменте. Если же его заблокировать, то белки ЭТЦ будут накачивать протоны в межмембранное пространство до тех пор, пока электрохимический градиент не станет настолько большим, что остановит дальнейший перенос протонов. «Электрическая цепь» размыкается, движение электронов прекращается, и реакции в системе останавливаются.
Две составляющих электрохимического потенциала — электрический мембранный потенциал и химический потенциал — вносят разный вклад в энергообеспечение синтеза АТФ. В митохондриях большая часть синтезируемой АТФ образуется за счёт разности потенциалов, а у алкалифильных бактерий часть электрической энергии даже идёт на компенсацию внешнего pH (отрицательный заряд бактерии помогает отталкивать гидроксильные ионы). В хлоропластах, напротив, больший вклад в синтез АТФ вносит ΔpH, хотя и там тоже есть небольшой мембранный потенциал, который необходим для синтеза АТФ. У фузобактерии Propionigenium modestum он вызывает противонаправленное вращение субъединиц а и с в мембранном FO-домене АТФ-синтазы. Из этих данных следует, что электрический потенциал так же важен для синтеза АТФ, как и химический потенциал.
По сравнению с брожением, окислительное фосфорилирование даёт существенно больший энергетический выход. При гликолизе суммарный выход АТФ составляет всего 2 молекулы, однако в ходе окислительного фосфорилирования синтезируется от 30 до 36 молекул АТФ за счёт 10 НАДН и 2 молекул сукцината, образовавшихся при окислении одной молекулы глюкозы до углекислого газа и воды, в то время как β-окисление жирных кислот даёт около 14 молекул АТФ. Следует учитывать, что выше представлены теоретические, максимально возможные значения выхода АТФ. В действительности же некоторые протоны просачиваются сквозь мембрану, минуя АТФ-синтазу, что снижает выход АТФ.
В отличие от нормальных дифференцированных клеток, у которых основным источником энергии служит окислительное фосфорилирование, злокачественные клетки преимущественно полагаются на аэробный гликолиз. Этот феномен получил название эффекта Варбурга. По-видимому, для раковых и других быстро пролиферирующих клеток, нуждающихся в быстром увеличении биомассы, более быстрый гликолиз оказывается выгоднее трудоёмкого окислительного фосфорилирования. Такая отличительная особенность раковых клеток (увеличенные по сравнению с нормальными клетками темпы гликолиза) позволяет определять местоположение раковой опухоли в теле при помощи позитронно-эмиссионной томографии.

## Молекулы-переносчики электронов и протонов

Восстановление кофермента Q (убихинона или Q) до убихинола формы (QH_{2})

В электрон-транспортной цепи происходит движение электронов, перемещающихся от донора к акцептору, параллельно с этим через мембрану переносятся и протоны. В этих процессах участвуют и растворимые, и связанные с белками транспортные молекулы. В митохондриях перенос электронов в межмембранном пространстве осуществляется водорастворимым белком-переносчиком цитохромом c. Этот белок переносит исключительно электроны за счёт окисления и восстановления атома железа, который располагается в гемовой группе белка. Цитохром c также обнаружен у некоторых бактерий, у которых он располагается в периплазматическом пространстве.
Во внутренней митохондриальной мембране функционирует жирорастворимый переносчик кофермент Q, который переносит за счёт окислительно-восстановительных циклических реакций и электроны, и протоны. Эта небольшая бензохиноновая молекула чрезвычайно гидрофобна и свободно перемещается в мембране. Когда Q получает два электрона и два протона, он восстанавливается до убихинола (QH2); когда QH2 высвобождает два электрона и два протона, он вновь окисляется до убихинона (Q). Поэтому, когда два фермента располагаются так, что Q восстанавливается на одной стороне мембраны и QH2 окисляется на другой, убихинон связывает эти реакции и обеспечивает челночный транспорт протонов между ними. В некоторых ЭТЦ бактерий помимо убихинона задействованы другие хиноны, например, менахинон.
Перенос электронов между белками осуществляется посредством флавиновых кофакторов, железо-серных кластеров и цитохромов. Существует несколько типов железо-серных кластеров. В простейшем случае железо-серный кластер состоит из двух атомов железа, соединённых посредством двух атомов неорганической серы; кластеры такого рода обозначаются как [2Fe-2S]. Кластеры второго рода, обозначаемые как [4Fe-4S], содержат организованные в куб четыре атома железа и четыре атома серы; каждый атом железа в таких кластерах координируется дополнительной аминокислотой — обычно цистеином за счёт его атома серы. Ионы металла участвуют в окислительно-восстановительных реакциях без присоединения или отдачи протонов, поэтому в ЭТЦ они могут быть задействованы только в передаче электронов от белка к белку. Электроны преодолевают довольно большое расстояние между белками, «перепрыгивая» под энергетическим барьером с одного из вышеуказанных кофакторов на другой. Такие «прыжки» электронов становятся возможными благодаря квантовому туннельному эффекту, который действует на расстояниях примерно до 1,4 × 10−9 м.

## Эукариотические ЭТЦ
Многие катаболические процессы, в частности, гликолиз, цикл трикарбоновых кислот и β-окисление, сопровождаются восстановлением кофермента НАДH. Содержащиеся в нём электроны имеют высокий потенциал переноса, иными словами, при окислении они высвобождают большое количество энергии. Однако клетка не извлекает из них всю энергию единовременно — такая реакция была бы неконтролируемой. Вместо этого электроны отрываются от НАДH и доходят до кислорода через серию ферментов, при этом при переходе на каждый из них выделяется небольшое количество энергии. Эти ферменты, составляющие комплексы I—IV ЭТЦ, расположены на внутренней митохондриальной мембране. В ЭТЦ также окисляется сукцинат, однако он включается в окислительное фосфорилирование в другой точке.
У эукариот ферменты этой электрон-транспортной системы используют энергию, выделяющуюся при окислении НАДН, для «накачивания» протонов через внутреннюю митохондриальную мембрану в межмембранное пространство. Накопление протонов в межмембранном пространстве создаёт электрохимический градиент, и заключённая в нём энергия далее используется АТФ-синтазой для синтеза АТФ. Окислительное фосфорилирование в митохондриях эукариот изучено наиболее хорошо. Митохондрии имеются у практически всех эукариот, исключение составляет анаэробное простейшее Trichomonas vaginalis, которое вместо окислительного фосфорилирования осуществляет восстановление протонов до водорода в видоизменённых митохондриях — гидрогеносомах.
Ниже охарактеризованы наиболее типичные дыхательные ферменты и субстраты эукариот. Стандартный электродный потенциал показывает, сколько энергии выделяется при окислении или восстановлении данного вещества, причём восстановители имеют отрицательный потенциал, а окислители — положительный.
| Дыхательный фермент   | Окислительно-восстановительная пара                    | Стандартный электродный потенциал (вольт) |
| --------------------- | ------------------------------------------------------ | ----------------------------------------- |
| НАДН-дегидрогеназа    | НАД+ / НАДН                                            | −0,32                                     |
| Сукцинатдегидрогеназа | ФМН или ФАД / ФМНH2 или ФАДH2                          | −0,20                                     |
| Комплекс цитохром-bc1 | Кофермент Q10окисленный / Кофермент Q10восстановленный | +0,06                                     |
| Комплекс цитохром-bc1 | Цитохром bокисленный / Цитохром bвосстановленный       | +0,12                                     |
| Комплекс IV           | Цитохром cокисленный / Цитохром cвосстановленный       | +0,22                                     |
| Комплекс IV           | Цитохром aокисленный / Цитохром aвосстановленный       | +0,29                                     |
| Комплекс IV           | O2 / HO−                                               | +0,82                                     |
| Условия: pH = 7       |                                                        |                                           |

### НАДН-убихинон-оксидоредуктаза (комплекс I)

Комплекс I -(НАДН-убихинон-оксидоредуктаза, или НАДН-дегидрогеназа). Во всех схемах, иллюстрирующих дыхательные комплексы в этой статье, снизу располагается митохондриальный матрикс, а сверху — межмембранное пространство

НАДН-убихинон-оксидоредуктаза, также известная как НАДН-дегидрогеназа или комплекс I, является первым белком ЭТЦ. Комплекс I представляет собой очень крупный фермент: у млекопитающих он состоит из 46 субъединиц и имеет молекулярную массу свыше 1000 килодальтон (кДа). Детально структура этого комплекса изучена лишь у бактерий; у более сложных организмов он, по-видимому, по внешнему виду напоминает сапог с большой выдающейся из мембраны частью. Гены, кодирующие отдельные белки этого комплекса, содержатся и в ядерном геноме, и в митохондриальном геноме, как и у многих других митохондриальных белковых комплексов.
Этот комплекс катализирует окисление НАДН с передачей двух электронов на кофермент Q10, или убихинон (Q):
НАДН + Q + 5H+матрикс → НАД+ + QH2 + 4H+межмембранное пространство
Эта реакция, как и работа всей ЭТЦ, начинается с связывания с комплексом молекул НАД с отдачей двух электронов. Электроны поступают в комплекс через простетическую группу, присоединённую к комплексу — флавинмононуклеотид (ФМН). При получении двух электронов ФМН восстанавливается до ФМНH2. После этого электроны проходят через серию железо-серных кластеров (второй тип простетических групп, имеющихся в комплексе). В комплексе I имеются кластеры и типа [2Fe-2S], и типа [4Fe-4S].
Когда электроны проходят через этот комплекс, из матрикса в межмембранное пространство накачивается 4 протона. Конкретный механизм этого неясен, однако, по-видимому, при этом процессе происходят конформационные изменения комплекса I, благодаря которым белок связывает протоны своей частью, обращённой на внутреннюю сторону мембраны, и выпускает их в мембранное пространство. В конце концов электроны проходят через цепочку железо-серных кластеров и попадают на молекулу убихинона, расположенную внутри внутренней мембраны. Восстановление убихинона также приводит к образованию протонного градиента, и при образовании QH2 из матрикса в межмембранное пространство накачиваются ещё два протона.

### Сукцинат-убихинон-оксидоредуктаза (комплекс II)

Комплекс II (сукцинат-убихинон-оксидоредуктаза)

Сукцинат-убихинон-оксидоредуктаза, также известная как сукцинатдегидрогеназа или комплекс II, является второй точкой поступления электронов в ЭТЦ. Этот фермент необычен тем, что он входит в состав как цикла трикарбоновых кислот, так и ЭТЦ. Комплекс II состоит из четырёх белковых субъединиц и связывает кофактор ФАД. Кроме того, в этом комплексе имеются железо-серные кластеры и гем, которые не участвуют в транспорте электронов на убихинон, однако, по-видимому, играют важную роль в снижении образования активных форм кислорода. Комплекс II окисляет сукцинат до фумарата с восстановлением убихинона. Так как эта реакция даёт меньше энергии, чем окисление НАДH, комплекс II не осуществляет перенос протонов через мембрану и не создаёт протонного градиента.
Сукцинат + Q → фумарат + QH2.
У некоторых эукариот, например, паразитического червя Ascaris suum, функционирует фермент, схожий с комплексом II — фумаратредуктаза (менахинол: фумарат-оксидоредуктаза, или QFR), которая работает в обратном направлении и окисляет убихинол с восстановлением фумарата. Это позволяет червю выжить в анаэробных условиях толстой кишки и осуществлять анаэробное окислительное фосфорилирование с фумаратом в качестве акцептора электронов. Другая необычная функция комплекса II проявляется у малярийного плазмодия Plasmodium falciparum. Здесь комплекс II функционирует как оксидаза и регенерирует убихинон, который паразит использует в необычном пути синтеза пиримидинов.

### ETF-оксидоредуктаза

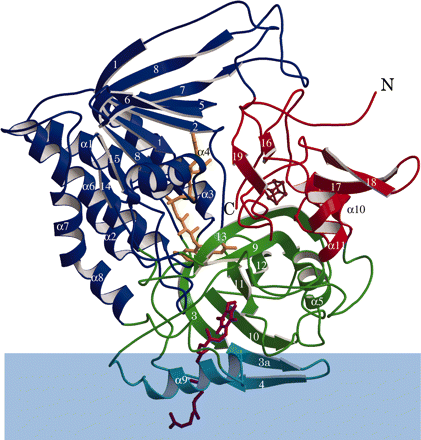
Пространственная структура ETF-Q-оксидоредуктазы

(Электронпереносящий флавопротеин)-оксидоредуктаза (ETF-Q-оксидоредуктаза), является третьей точкой поступления электронов в ЭТЦ. Этот фермент забирает электроны с электронопереносящих флавопротеинов митохондриального матрикса и использует их для восстановления убихинона. Он связывает β-окисление жирных кислот и прочие процессы с окислительным фосфорилированием. Множество ацетил-СоА-дегидрогеназ осуществляют окисление разных субстратов (например, жирных кислот), перенося электроны на электронпереносящий флавопротеин (ETF). ETF-дегидрогеназа в свою очередь окисляет этот белок и переносит электроны на растворённый во внутренней мембране митохондрий убихинон, восстанавливая его до убихинола, который затем поступает в дыхательную цепь переноса электронов. ETF-Q-оксидоредуктаза содержит флавин и железо-серный кластер типа [4Fe-4S], но, в отличие от других дыхательных комплексов, она прикрепляется к поверхности мембраны и не пересекает липидный бислой.
ETFвосстановленный + Q → ETFокисленный + QH2.
У млекопитающих этот фермент играет важную роль в β-окислении жирных кислот, катаболизме аминокислот и холина. У растений ETF-Q-оксидоредуктаза важна для выживания во время длительного периода темноты.

### Цитохром-bc1-комплекс (комплекс III)

Работа комплекса III (Цитохром-bc_{1}-комплекс): Q-цикл

Цитохром-bc1-комплекс также известен как убихинол-цитохром c-оксидоредуктаза, или просто комплекс III. У млекопитающих этот фермент является димером, и каждая субъединица комплекса состоит из 11 белковых субъединиц, один железо-серный кластер [2Fe-2S] и три цитохрома: один цитохром с1 и два цитохрома b. Цитохромы — это электронотранспортные белки, содержащие по крайней мере одну гемовую группу. По мере продвижения электронов по белку атомы железа в гемах переходят из восстановленного состояния (Fe2+) в окисленное (Fe3+).
Комплекс III катализирует реакцию окисления одной молекулы убихинона и восстановления двух молекул цитохрома c — гемсодержащего белка, свободно перемещающегося в митохондрии. В отличие от кофермента Q, который может переносить два электрона, цитохром c переносит только один электрон.
QH2 + 2 цитохром сокисленный + 2H+матрикс → Q + 2 цитохром свосстановленный + 4H+межмембранное пространство
Механизм реакции комплекса III более сложен, чем у остальных комплексов, и протекает в два этапа, составляющих так называемый Q-цикл. На первом этапе фермент связывает один восстановленный убихинон, один окисленный убихинон и один цитохром c, первый из которых — QH2 — окисляется, и один электрон переходит с него на цитохром c. Два протона, высвобождаемые QH2, уходят в межмембранное пространство. Третьим субстратом является убихинон, который связывает второй электрон с QH2 и превращается в Q- — семихинон-радикал. Первые два субстрата покидают фермент, однако промежуточный убисемихинон остаётся связанным с ним. На втором этапе цикла происходит связывание второй молекулы QH2, которая отдаёт один свой электрон ещё одной молекуле цитохрома c, а 2 протона уходят в межмембранное пространство. Второй электрон переходит на семихинон-радикал и восстанавливает его до QH2, при этом из митохондриального матрикса берутся два протона. Этот восстановленный QH2 покидает фермент.
Убихинон восстанавливается на внутренней стороны мембраны и окисляется на другой, при этом происходит перенос протонов через мембрану, что создаёт протонный градиент. Двухэтапный механизм реакции, осуществляемой комплексом III, очень важен, так как он увеличивает эффективность переноса протонов. Если бы вместо Q-цикла одна молекула QH2 непосредственно отдавала свои два электрона двум молекулам цитохрома c, то эффективность была бы вполовину меньше, потому что переносился бы только один протон вместо двух на одну восстановленную молекулу цитохрома с.

### Цитохром с-оксидаза (комплекс IV)

Комплекс IV: цитохром с-оксидаза

Цитохром с-оксидаза, также называемая комплекс IV, является последним белковым комплексом ЭТЦ. У млекопитающих этот фермент имеет чрезвычайно сложную структуру и содержит 13 субъединиц, две гемовые группы, а также два атома меди, связанные остатками гистидина, метионина и глутамата. Помимо этого он взаимодействует с одним атомом магния и одним атомом цинка.
Комплекс IV осуществляет последнюю реакцию ЭТЦ и переносит электроны на кислород, а также накачивает 4 протона из матрикса в межмембранное пространство. При этом конечный акцептор электронов — кислород — восстанавливается до воды. Накачивание протонов и потребление протонов матрикса для восстановления кислорода до воды создают протонный градиент. В общем, комплекс IV катализирует реакцию окисления цитохрома c и восстановления кислорода:
4 Цитохром свосстановленный + О2 + 8H+ → 4 Цитохром сокисленный + 2Н2О + 4Н+.

### Альтернативные редуктазы и оксидазы
Многие эукариотические организмы имеют ЭТЦ, отличные от описанной выше, которая характерна для млекопитающих. Например, у растений имеются альтернативные НАДH-редуктазы, которые окисляют НАДH в цитозоле, а не в митохондриях, и переносят эти электроны непосредственно на убихиноны. Эти ферменты не перекачивают протоны, поэтому они восстанавливают убихинон без изменения электрохимического градиента митохондриальной мембраны. У растений, а также некоторых грибов, протистов и, возможно, некоторых животных имеется альтернативная оксидаза, переносящая электроны непосредственно с убихинола на кислород.
Механизмы транспорта электронов, в которых задействованы эти альтернативные НАДН-редуктазы и оксидазы, имеют меньший выход АТФ по сравнению с полной ЭТЦ. Преимущества такого укорочения пути переноса электронов не в полной мере ясны. Однако известно, что альтернативная оксидаза образуется в ответ на стрессовые условия: холод, образование активных форм кислорода, инфекции и другие, которые подавляют работу полной ЭТЦ. Поэтому альтернативные механизмы могут повышать устойчивость организма к неблагоприятным воздействиям, уменьшая окислительный стресс.

### Организация комплексов
Согласно первоначальной модели ЭТЦ, дыхательные комплексы располагаются в митохондриальной мембране свободно и независимо друг от друга. Тем не менее современные данные показывают, что дыхательные комплексы формируют суперкомплексы более высокого порядка — респирасомы. Согласно этой модели, дыхательные комплексы организованы в набор взаимодействующих друг с другом ферментов. Эти взаимодействия дают возможность для обмена субстратами между различными ферментными комплексами, что увеличивает скорость и эффективность переноса электронов. В суперкомплексах млекопитающих некоторые компоненты присутствуют в большем числе, чем другие, и, согласно некоторым данным, отношение между количеством комплексов I/II/III/IV и АТФ-синтазы составляет примерно 1:1:3:7:4. Однако споры относительно справедливости такой модели не утихают, и некоторые данные не согласуются с ней.

## Прокариотические ЭТЦ
В отличие от схожих по строению и функциям эукариотических ЭТЦ, бактерии и археи демонстрируют большое разнообразие электронопереносящих ферментов, которые используют в качестве субстратов самые разнообразные химические вещества. Как и у эукариот, в прокариотических ЭТЦ энергия, выделяющаяся при окислении субстрата, используется для накачивания ионов через мембрану и создания электрохимического градиента. Среди бактерий окислительное фосфорилирование наиболее хорошо изучено у Escherichia coli (E. coli), в то время как ЭТЦ архей ещё изучены слабо.
Главное различие между ЭТЦ эукариот и прокариот заключается в том, что бактерии и археи используют множество различных субстратов в качестве доноров и акцепторов электронов, что позволяет им выживать в самых разнообразных условиях. Разнообразие дыхательных субстратов E. coli представлено в таблице ниже.
| Дыхательный фермент            | Окислительно-восстановительная пара        | Стандартный электродный потенциал (вольт) |
| ------------------------------ | ------------------------------------------ | ----------------------------------------- |
| Формиатдегидрогеназа           | Бикарбонат / Формиат                       | −0,43                                     |
| Гидрогеназа                    | Протон / Водород                           | −0,42                                     |
| НАДН-дегидрогеназа             | НАД+ / НАДH                                | −0,32                                     |
| Глицерол-3-фосфатдегидрогеназа | Дигидроксиацетонфосфат / Глицерол-3-фосфат | −0,19                                     |
| Пируватоксидаза                | Ацетат + СО2 / Пируват                     | ?                                         |
| Лактатдегидрогеназа            | Пируват / Лактат                           | −0,19                                     |
| Дегидрогеназа D-аминокислот    | 2-оксокислота + аммиак / D-аминокислота    | ?                                         |
| Глюкозодегидрогеназа           | Глюконат / Глюкоза                         | −0,14                                     |
| Сукцинатдегидрогеназа          | Фумарат / Сукцинат                         | +0,03                                     |
| Убихинолоксидаза               | Кислород / Вода                            | +0,82                                     |
| Нитратредуктаза                | Нитрат / Нитрит                            | +0,42                                     |
| Нитритредуктаза                | Нитрит / Аммиак                            | +0,36                                     |
| Диметилсульфоксидредуктаза     | Диметилсульфоксид / Диметилсульфид         | +0,16                                     |
| Триметиламин-N-оксидредуктаза  | Триметиламин-N-оксид / Триметиламин        | +0,13                                     |
| Фумаратредуктаза               | Фумарат / Сукцинат                         | +0,03                                     |

Как показано выше, E. coli может расти на таких восстановительных агентах (донорах электронов), как формиат, водород, лактат, а в качестве акцепторов она может использовать нитрат, диметилсульфоксид и кислород. Чем больше разность между стандартными электродными потенциалами окислителя и восстановителя, тем больше энергии выделяется при их взаимодействии. Среди этих соединений необычной является пара сукцинат/фумарат, так как у неё стандартный электродный потенциал близок к нулю. Поэтому сукцинат может быть окислен в фумарат при наличии сильного окисляющего агента, например, кислорода, а фумарат может восстановиться в сукцинат при наличии сильного восстановителя, такого как формиат. Эти альтернативные реакции катализируются сукцинатдегидрогеназой и фумаратредуктазой соответственно.
Некоторые прокариоты используют только окислительно-восстановительные пары, в которых разница между стандартными электродными потенциалами невелика. В частности, нитрифицирующие бактерии, например, Nitrobacter, окисляют нитрит до нитрата, передавая электроны на кислород. Небольшого количества энергии, выделяемого в этой реакции, достаточно для накачивания протонов и образования АТФ, но недостаточно для синтеза НАДH или НАДФH, которые затем могли бы быть использованы в анаболизме. Эта проблема решается ферментом нитритоксидоредуктазой, которая обеспечивает достаточную протонодвижущую силу, чтобы электроны пошли по ЭТЦ в обратном направлении и комплекс I в конце синтезировал НАДH.
Прокариоты контролируют использование тех или иных доноров и акцепторов электронов, изменяя образование соответствующих ферментов в ответ на окружающие условия. Такие гибкие изменения возможны благодаря тому, что различные оксидазы и редуктазы используют один и тот же фонд убихинона. Это даёт возможность ферментам работать совместно, будучи связанными общим промежуточным соединением — убихинолом. 
Помимо этого метаболического разнообразия, прокариоты также имеют широкий спектр изоферментов — различных (то есть кодируемых разными генами) ферментов, которые катализируют одну и ту же реакцию. Так, у E. coli функционируют убихинолоксидазы двух различных типов, использующие кислород в качестве акцептора электронов. В сильно аэробных условиях бактерия использует убихинолоксидазу, имеющую небольшое сродство к кислороду и способную перекачивать два протона на электрон. При снижении уровня кислорода бактерия переключается на оксидазу, перекачивающую только один протон на электрон, однако имеющую высокое сродство к кислороду.

## АТФ-синтаза

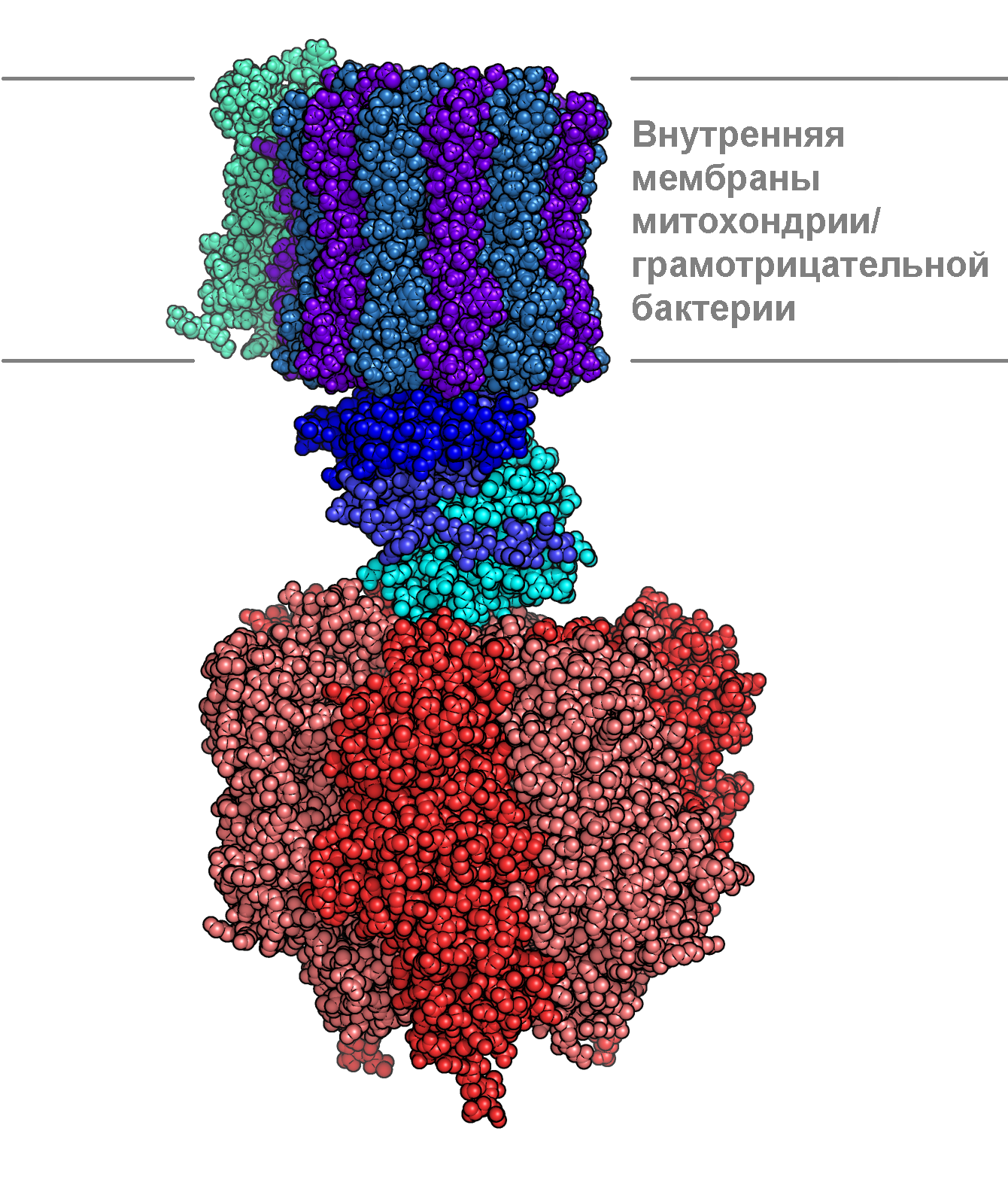
Модель АТФ-синтазы

АТФ-синтаза, также известная как комплекс V, является конечным ферментом окислительного фосфорилирования. Этот фермент имеется у всех форм жизни и функционирует одинаково и у прокариот, и у эукариот. АТФ-синтаза использует энергию, заключённую в мембранном протонном градиенте, для синтеза АТФ из АДФ и неорганического фосфата (Pi). По разным оценкам, для синтеза одной молекулы АТФ необходима энергия от 3 до 4 протонов , и, возможно, клетка может изменять это число в зависимости от условий.
АДФ + Pi + 4H+межмембранное пространство ⇌ АТФ + 4H2O + 4H+матрикс
Эта реакция фосфорилирования находится в равновесии, которое может быть сдвинуто при изменении протонодвижущей силы. В отсутствие протонодвижущей силы реакция будет идти справа налево, АТФ будет гидролизоваться, а протоны — накачиваться из матрикса в межмембранное пространство. При большом значении протонодвижущей силы реакция, напротив, пойдёт слева направо, позволяя протонам двигаться по градиенту и синтезируя АТФ из АДФ и фосфата. В самом деле, близкородственная АТФ-синтазе вакуолярная Н+-ATPаза использует гидролиз АТФ для накачивания протонов, а значит, и закисления определённых клеточных компартментов.
АТФ-синтаза представляет собой крупный белковый комплекс грибовидной формы. У млекопитающих в его состав входят 16 субъединиц, и он имеет массу около 600 кДа. Часть фермента, расположенная внутри мембраны, обозначается FO и состоит из организованных в кольцо субъединиц и протонного канала. «Стебелёк» и «головка», выдающиеся в матрикс, обозначаются F1, в них происходит синтез АТФ. Шаровидная «головка» на конце F1 состоит из шести белков двух различных типов (три α-субъединицы и три β-субъединицы). И α-, и β-субъединицы могут связывать нуклеотиды, но лишь β-субъединица может катализировать синтез АТФ. «Головку» и внутримембранную часть фермента соединяет длинная палочковидная γ-субъединица.

Механизм АТФ-синтазы. АТФ показан красным, АДФ и фосфат — розовым и вращающаяся γ-субъединица — чёрным

Когда протоны входят в мембрану через канал в АТФ-синтазе, FO начинает вращаться. Вращение может быть обусловлено изменением ионизации аминокислот в кольце с-субъединиц, что порождает электростатические взаимодействия, вызывающие вращение кольца. Кольцо приводит во вращение центральную ось фермента (стебелёк из γ-субъединиц) с α- и β-субъединицами. Однако α- и β-субъединицы сами препятствуют своему вращению, действуя как статор по отношению к «стебельку». Это вращение конца γ-субъединиц в шарике из α- и β-субъединиц обеспечивает энергией активные центры β-субъединиц, которые подвергаются циклу изменений, в результате которых образуется и высвобождается АТФ.
Реакция синтеза АТФ включает циклические изменения в активных центрах α- и β-субъединиц, которые могут находиться в трёх циклически сменяющих друг друга положениях. В «открытом» положении АДФ и фосфат входят в активный центр (коричневый сектор на диаграмме справа). Затем белок «закрывается» над молекулами и связывается с ними за счёт слабых взаимодействий («слабое» состояние, красный сектор на диаграмме). После этого фермент снова изменяет свою конформацию и сближает молекулы АДФ и фосфат друг с другом. В результате активный центр переходит в «плотное» состояние (розовый сектор) и связывает с большим сродством новообразованную молекулу АТФ. Наконец, активные центры возвращаются в исходное состояние, высвобождая АТФ и связывая новую порцию АДФ и фосфата.
У некоторых бактерий и архей синтез АТФ запускается перемещением ионов натрия через клеточную мембрану, а не движением протонов. Некоторые археи, такие как Methanococcus, содержат A1Ao-синтазу — форму фермента, содержащую дополнительные белковые субъединицы, по последовательности аминокислот напоминающие некоторые субъединицы бактериальных и эукариотических АТФ-синтаз. Возможно, у некоторых видов A1Ao-форма фермента является специализированной натриевой АТФ-синтазой, однако это может не быть верным во всех случаях.

## Активные формы кислорода
Молекулярный кислород является идеальным конечным акцептором электронов как сильный окисляющий агент. Восстановление кислорода, однако, включает образование потенциально опасных промежуточных соединений. Хотя перенос четырёх электронов и четырёх протонов восстанавливает кислород до безвредной воды, перенос одного или двух электронов превращает кислород соответственно в супероксидный или пероксидный анион, которые чрезвычайно опасны из-за своей активности. Активные формы кислорода и продукты их реакций, такие как гидроксильный радикал, очень опасны для клетки, так как они окисляют белки и вызывают мутации в ДНК. Такие клеточные повреждения приводят к болезням и, предположительно, являются одной из причин старения.
Цитохром c-оксидазный комплекс очень эффективен в восстановлении кислорода до воды, и при его работе образуется очень мало не полностью окисленных промежуточных соединений. Однако при работе ЭТЦ всё же образуются небольшие количества супероксида и пероксида. Особое значение имеет восстановление кофермента Q комплексом III, поскольку в качестве промежуточного продукта в ходе Q-цикла образуется крайне активный убисемихиноновый свободный радикал. Эта нестабильная форма кислорода может привести к «утечке» электронов непосредственно на кислород с образованием супероксида. Так как образование активных форм кислорода этими протонными помпами наиболее велика при высоких значениях мембранного потенциала, было высказано предположение, что митохондрия регулирует свою активность, поддерживая значение своего мембранного потенциала в узких пределах, держащих баланс между образованием АТФ и оксидантов. Так, оксиданты могут активировать разобщающие белки, снижающие мембранный потенциал.
Для противодействия активным формам кислорода в клетке имеется множество антиоксидантных систем, в число которых входят и антиоксидантные витамины, например, витамин C и витамин E, а также антиоксидантные ферменты: супероксиддисмутаза, каталаза, пероксидазы, которые обезвреживают активные формы кислорода и устраняют опасность для клетки.

## Ингибиторы
Существует несколько хорошо известных биологически активных веществ и токсинов, ингибирующих окислительное фосфорилирование. Хотя любой из этих токсинов подавляет только один фермент ЭТЦ, ингибирование одной стадии подавляет весь процесс. Например, если олигомицин подавляет АТФ-синтазу, протоны не могут вернуться назад в митохондриальный матрикс. В результате протонные помпы не могут работать, так как градиент становится слишком высок и они не могут его преодолеть. НАДH перестаёт окисляться, из-за чего прекращается работа цикла трикарбоновых кислот: концентрация НАД+ становится слишком низкой для работы его ферментов. Ниже в таблице представлены другие блокаторы окислительного фосфорилирования:
| Соединения                                          | Применение | Действие на окислительное фосфорилирование |
| --------------------------------------------------- | ---------- | --- |
| Цианиды Угарный газ Азиды Сероводород               | Яды        | Подавляют ЭТЦ, связываясь с Fe-Cu-центром в цитохром с-оксидазе сильнее кислорода и предотвращая тем самым его восстановление.                                  |
| Олигомицин                                          | Антибиотик | Ингибирует АТФ-синтазу, блокируя ток протонов через субъединицу Fo.                                                                                             |
| Карбонилцианид-m-хлорфенилгидразон 2,4-динитрофенол | Яды        | Ионофоры, разрушающие протонный градиент, перенося протоны через мембрану и тем самым отделяя закачивание протонов в межмембранное пространство от синтеза АТФ. |
| Ротенон                                             | Пестицид   | Ингибирует перенос электронов от комплекса I на убихинон, блокируя сайт связывания убихинона.                                                                   |
| Малонаты и оксалоацетат                             |            | Конкурирующие ингибиторы сукцинатдегидрогеназы (комплекс II).                                                                                                   |

Не все ингибиторы окислительного фосфорилирования являются токсинами. В бурой жировой ткани регулируемые протонные каналы, называемые разъединяющими белками, могут отделять дыхание от синтеза АТФ. При таком ускоренном варианте клеточного дыхания выделяется тепло, что особенно важно как путь поддержания температуры тела у животных, находящихся в спячке, хотя эти белки могут иметь и более общий эффект в клеточном ответе на стресс.

## История
Путь к открытию окислительного фосфорилирования начался в 1906 году с открытия Артуром Харденом важнейшей роли фосфата в клеточном брожении, но сначала такая роль была установлена только для фосфатов сахаров. Однако в начале 1940-х Герман Калькар установил прочную связь между окислением сахаров и образованием АТФ, тем самым подтверждая центральную роль АТФ в энергетическом обмене, предположенную Фрицем Альбертом Липманом в 1941 году. Позднее, в 1949 году, Моррис Фридкин и Альберт Ленинджер установили, что кофермент НАДH связан с такими метаболическими процессами, как цикл трикарбоновых кислот и образование АТФ.
В течение последующих двадцати лет механизм образования АТФ оставался тайной, и учёные искали неуловимое «высокоэнергетичное» соединение, которое связывало бы реакции окисления и фосфорилирования. Эта загадка была решена Питером Дениссом Митчеллом, опубликовавшим в 1961 году свою теорию хемиосмоса. Сначала эта модель вызвала множество споров, однако постепенно она была принята, и в 1978 году Митчелл был удостоен Нобелевской премии. Последующие исследования были направлены на выделение и описание ферментов, участвующих в окислительном фосфорилировании, и наибольший вклад в это был внесён Дэвидом Грином, описавшим комплексы ЭТЦ, и Эфраимом Рэкером, открывшим АТФ-синтазу. Окончательную разгадку механизма работы АТФ-синтазы нашёл Пол Бойер, в 1973 году предложивший циклический механизм работы АТФ-синтазы, а в 1982 году объяснивший механизм вращения Fo-субъединицы фермента. Работы по окислительному фосфорилированию, появившиеся в более поздние годы, представляют собой изучение структуры ферментов пути методом рентгеноструктурного анализа, осуществлённое Джоном Эрнстом Уокером. В 1997 году Бойер и Уокер были удостоены Нобелевской премии.